# Головчанка
Головчанка — річка в Українських Карпатах, у межах Стрийського району Львівської області. Ліва притока Опору (басейн Дністра).

## Опис
Довжина річки 12 км, площа басейну 133 км². Головчанка — типово гірська річка з кам'янистим дном і численними перекатами та порогами. Характерні паводки після сильних дощів чи під час відлиги.
Найбільші притоки: річка Сможанка (ліва) та потоки Пшонецький і Грабовецький (праві).

## Розташування
Головчанка утворюється злиттям річок Плав'є і Укерник (Бринівка) у північно-східній частині села Плав'є, а по суті є продовженням річки Плав'є після впадіння в неї Укерника. Протікає в межах Сколівських Бескидів переважно на схід. Впадає до Опору в південній частині села Тухля. 
Над річкою розташовані села: Плав'є, Риків, Головецько і Тухля.
Головчанка протікає біля підніжжя гори Маківка, де з 29 квітня по 2 травня 1915 року тривали запеклі позиційні бої УСС проти військ царської Росії.